# Rhododendron schoddei
Rhododendron schoddei är en ljungväxtart som beskrevs av Herman Otto Sleumer. Rhododendron schoddei ingår i släktet rododendron, och familjen ljungväxter. Inga underarter finns listade i Catalogue of Life.